# Gehyra occidentalis
Espèce
Gehyra occidentalis est une espèce de geckos de la famille des Gekkonidae.

## Répartition
Cette espèce est endémique du Kimberley en Australie-Occidentale.

## Publication originale
- King, 1984 : A new species of Gehyra (Reptilia: Gekkonidae) from northern Western Australia. Transactions of The Royal Society of South Australia, vol. 108, no 1/2, p. 113-117 (texte intégral).